# Małgorzata Tomaszewska
Małgorzata Wiktoria Tomaszewska primo voto Słomina (ur. 28 stycznia 1989 w Łodzi) – polska prezenterka telewizyjna i dziennikarka.

## Życiorys
Jako nastolatka była tenisistką stołową i modelką. Absolwentka LXII Liceum Ogólnokształcącego Mistrzostwa Sportowego im. gen. broni Władysława Andersa w Warszawie. Ukończyła psychologię na Uniwersytecie Humanistycznospołecznym SWPS w Warszawie.
W 2012 została prezenterką telewizji Sportklub i prowadziła programy sportowe. W latach 2014–2016 była pogodynką w telewizji Polsat. W 2015 uczestniczyła w czwartej edycji programu Dancing with the Stars. Taniec z gwiazdami w Polsacie. W 2017 prowadziła program Showbiznesowy w Telewizji WP i prowadziła Sylwestra Wrocławskiego WP 2016/2017.
W latach 2018–2024 związana z Telewizją Polską. Początkowo w programie Pytanie na śniadanie zajmowała się tematem kultury i show-biznesu, a od maja 2019 do stycznia 2024 była jedną ze współprowadzących program. W 2019 poprowadziła benefis Zenona Martyniuka pt. Życie to są chwile oraz magazyn kulturalny Lajk!. Prowadziła Wakacyjną Trasę Dwójki (2020-2022), trzy edycje programu The Voice of Poland, jedną edycję The Voice Senior (2023), Sylwester marzeń z Dwójką 2020, 2021, 2022 i trzecią edycję programu rozrywkowego Dance Dance Dance. 29 listopada 2020 współprowadziła finał 18. Konkursu Piosenki Eurowizji Junior w Warszawie oraz polskie preselekcje do Eurowizji 2022 i 2023. Prowadziła także 57., 58. oraz 59. Krajowy Festiwal Polskiej Piosenki w Opolu.
W kwietniu 2025 rozpoczęła współpracę z TVN jako reporterka programu porannego Dzień dobry TVN.

## Życie prywatne
Jest córką bramkarza Jana Tomaszewskiego oraz tenisistki stołowej Katarzyny Calińskiej-Tomaszewskiej. Jest wnuczką Danuty Szmidt-Calińskiej.
Dwukrotnie rozwiedziona. Ma syna Enzo (ur. 2017) i córkę Laurę (ur. 2024).